# 街頭霸王V
《快打旋風V》（大陸简称「街霸V」），是卡普空於2016年推出的格鬥遊戲，是快打旋風系列的第五部主要作品。

## 概要
《快打旋風V》是本系列於PlayStation 4上推出的首作，需要深度配合網路功能遊戲。
美國索尼電腦娛樂（SCEA）在2015年12月6日在舊金山莫斯科尼會議中心舉辦年度玩家活動宣布上市後一年內，將會依序更新追加角色。
初期角色分別為巴帝（Birdie）、嘉米（Cammy）、春丽（Chun-Li）、達爾西姆（Dhalsim）、方（Fang）、神月花璘（Karin）、肯·马斯達斯（Ken Masters）、蘿拉（Laura）、貝卡（Vega。歐美版名為M. Bison）、納修（Nash）、涅卡利（Necalli）、七川美华（Rainbow Mika）、拉希德（Rashid）、隆（Ryu）、巴洛克（Barlog。歐美版名為Vega）、桑吉尔夫（Zangief）共16名。
第一季追加6名角色，分別是艾力克斯（Alex）、蓋爾（Guile）、伊吹（Ibuki）、麥克·拜森（M. Bison。歐美版名為Balrog）、韓蛛俐（Juri）以及尤利安（Urien）。同時也將推出下載季票，將可以擁有上述角色下載權。12月21日開始封測。
第二季追加6名角色，分別是豪鬼（Gouki。歐美版名為Akuma）、柯琳（Kolin）、艾德（Ed）、阿比蓋爾（Abigail）、梅娜特（Menat）、是空（Zeku）。
第三季(2018年)追加春日野櫻（Sakura）、布蘭卡（Blanka）、法爾潔（Falke）、柯迪（Cody）、G、沙加特（Sagat）共6名角色，同時版本進入街機版（Arcade Edition）。
第四季(2018年底至2020年2月)追加影隆（Kage）、E.本田（E.Honda）、露西亞（Lucia）、猛毒（Poison）、基爾（Gill）、賽斯（Seth）
於2020年2月14日更新為冠軍版（Champion Edition）。
於2020年8月6日公布第五季追加角色，分別是火引彈（Dan）、蘿絲（Rose）、歐羅（Oro）、來自私立正義學園系列的風間晶（Akira）、路克（Luke）、特典角色是隨機變化成他人的11（Eleven），也是12的試作型生化複製人。第五季是冠軍版最後一波DLC。

## 登場角色
隆（聲：高橋廣樹）
肯（聲：岸祐二）
春麗（聲：折笠富美子）
嘉米（聲：澤城美雪）
桑吉爾夫（聲：三宅健太）
達爾西姆（聲：江川大輔）
巴洛克（聲：諏訪部順一）
貝卡（聲：若本規夫）
神月花璘（聲：遠藤綾）
納修（聲：鳥海浩輔）
彩虹美華/七川美華（レインボー・ミカ（RAINBOW MIKA），聲：五十嵐裕美）
巴帝（聲：宇垣秀成）
拉希德（聲：新垣樽助）
蘿拉（聲：日笠陽子）
內卡利（聲：松山鷹志）
方（聲：千葉繁）

### DLC追加角色

#### 第一季
艾力克斯（聲：淺沼晉太郎）
蓋爾（聲：安元洋貴）
伊吹（聲：藤村歩/植田佳奈〈風間晶的個人故事〉）
麥克·拜森（聲：鶴岡聰）
韓蛛俐（聲：喜多村英梨）
尤利安（聲：加藤將之）

#### 第二季
豪鬼（聲：武虎）
柯琳（聲：朴璐美）
艾德（聲：吉野裕行）
阿比蓋爾（聲：竹内良太）
梅娜特（聲：悠木碧）
是空（聲：飛田展男）

#### 第三季
春日野櫻（聲：福圓美里）
布蘭卡（聲：上田祐司）
法爾潔（聲：上坂堇）
柯迪（聲：岸尾大輔）
G（聲：山路和弘）
沙加特（聲：遠藤大輔）

#### 第四季
影隆（聲：高橋廣樹）
江戶主水本田/埃德蒙本田（聲：永野善一）
露西亞（聲：立花理香）
猛毒（聲：田中敦子）
基爾（聲：立木文彦）
賽斯（聲：大塚明夫）

#### 第五季
火引彈（聲：楠田敏之）
蘿絲（聲：渡邊明乃）
歐羅（聲：松山鷹志）
風間晶（聲：關根明良）
路克（聲：前野智昭）
11（聲：無）

## 印象曲
〈Survivor〉
主唱：MAN WITH A MISSION